# 卢·贝克
小刘易斯·威廉·贝克（英語：Lewis William Beck Jr.，1922年4月19日—1970年4月25日），美国篮球运动员，曾代表美国参加1948年夏季奥运会男子篮球比赛，并获得金牌。在为俄勒冈州立大学效力之前，他在第二次世界大战受了腿伤。
1970年4月，卢因癌症去世。他的葬礼于1970年4月7日在俄勒冈州波特兰市举行。
1981年，卢入选了俄勒冈州体育名人堂。